# دائرة معاداة الفاشية

دائرة معاداة الفاشية هي شعار صممه سيرجي تشاخوتين - المساعد السابق لعالم النفس إيفان بافلوف - في عام 1931 من أجل المنظمة المعادية للفاشية التي كانت موجودة في ثلاثينيات القرن العشرين إيرون فرونت (Iron Front). وقد صمم الشعار ليتمكن بسهولة من إخفاء الصليب المعقوف النازي. واختلفت تفسيرات معاني السهام الثلاثة. أحد التفسيرات أنها ترمز إلى المعادين للديمقراطية: القوى الشيوعية والنازية والرجعية. أما التفسير الآخر، فيدعي أنها ترمز إلى الأعمدة الثلاثة لحركة العمال الألمان: الحزب واتحاد العمال وشعار رايخ الأسود والأحمر والذهب (Reichsbanner Schwarz-Rot-Gold).

## الحواشي
1. ↑  Friedrich-Wilhelm Witt, “Die Hamburger Sozialdemokratie in der Weimarer Republik”. Unter besonderer Berücksichtigung der Jahre 1929/30 - 1933 (“Hamburg Social Democracy in the Weimar Republic”. With special consideration of the years 1929/30 - 1933), Hannover 1971, p. 136
2. ↑  Sergei Tschachotin, Dreipfeil gegen Hakenkreuz (“Three Arrows Against the Swastika”), Kopenhagen 1933
3. ↑  Dr. Richard Albrecht, PhD., “Dreipfeil gegen Hakenkreuz” - Symbolkrieg in Deutschland 1932 (“Three Arrows Against the Swastika” - symbol war in Germany 1932”. Historical Case-Study in Anti-Nazi-Propaganda Within Germany and Western Europe, 1931-35), pub. January 2005 نسخة محفوظة 10 يناير 2020 على موقع واي باك مشين.
4. ↑  See German SPD Poster for 1932 Elections نسخة محفوظة 1 مايو 2020 على موقع واي باك مشين.